# 布雷特峰
46°21′25.4″N 8°8′13.2″E / 46.357056°N 8.137000°E

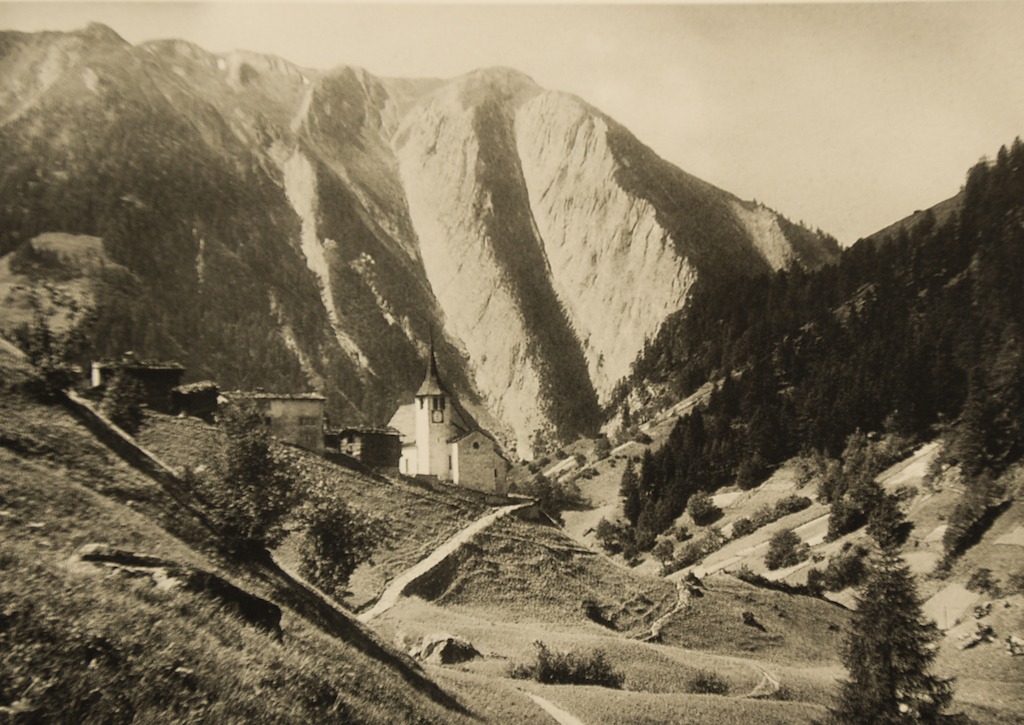

布雷特峰（Breithorn），是瑞士的山峰，位於該國南部，由瓦萊州負責管轄，屬於勒蓬廷阿爾卑斯山脈的一部分，海拔高度2,599米，每年平均降雨量2,221毫米。

## 外部連結
- Breithorn on Hikr （页面存档备份，存于）